# Giuseppe Piazzi
Giuseppe Piazzi (Ponte in Valtellina, 7 de Julho de 1746 — Nápoles, 22 de Julho de 1826) foi um padre e monge da Igreja Católica, matemático e astrónomo italiano.
Em 1 de janeiro de 1801 Piazzi descobriu o planeta anão Ceres, tendo-o designado inicialmente por Cerere Ferdinandea. A existência e a localização de Ceres tinha sido prevista pela lei de Titius-Bode alguns anos antes e durante muitos anos foi considerado como um asteroide.

## Juventude
Em julho de 1770, ele assumiu a cadeira de matemática na Universidade de Malta. Em dezembro de 1773, mudou-se para Ravenna como "prefetto degli studenti" e professor de Filosofia e Matemática no Collegio dei Nobili, onde permaneceu até o início de 1779. Após um breve período em Cremona e em Roma, em março de 1781, Piazzi mudou-se para Palermo como professor de matemática na Universidade de Palermo (na época conhecida como "Accademia de 'Regj Studi").
Ele manteve esta posição até 19 de janeiro de 1787, quando se tornou Professor de Astronomia. Quase ao mesmo tempo, obteve permissão para passar dois anos em Paris e Londres, para fazer algum treinamento prático em astronomia e também para conseguir alguns instrumentos a serem construídos especialmente para o Observatório de Palermo, de cuja fundação ele estava encarregado.
No período que passou no exterior, de 13 de março de 1787 até o final de 1789, Piazzi conheceu os principais astrônomos franceses e ingleses de sua época e conseguiu obter o famoso círculo altazimutal feito por Jesse Ramsden, um dos mais preciso instrumentos fabricados do século XVIII. O círculo foi o instrumento mais importante do Observatório de Palermo, cuja fundação oficial ocorreu em 1º de julho de 1790.
Em 1817, o rei Fernando I encarregou Piazzi da conclusão do Observatório de Capodimonte (Nápoles) , nomeando-o Diretor Geral dos Observatórios de Nápoles e Sicília.

## Carreira em astronomia

### Catalogação de estrelas
Ele supervisionou a compilação do Catálogo de estrelas de Palermo, contendo 7 646 estrelas com precisão sem precedentes, incluindo os nomes de estrelas "Garnet Star" de Herschel, e os originais Rotanev e Sualocin. O seu trabalho foi de observar o céu de forma metódica. O catálogo não foi concluído para publicação da primeira edição até 1803, com uma segunda edição em 1814.
Estimulado pelo sucesso na descoberta de Ceres (veja abaixo), e na linha de seu programa de catálogo, Piazzi estudou os movimentos apropriados das estrelas para encontrar candidatos à medição de paralaxe. Um deles, 61 Cygni, foi especialmente indicado como um bom candidato para medir uma paralaxe, que mais tarde foi realizada por Friedrich Wilhelm Bessel. O sistema estelar 61 Cygni às vezes ainda é chamado de estrela voadora de Piazzi e Estrela de Bessel.

### O planeta anão Ceres
Piazzi descobriu Ceres. Em 1 de janeiro de 1801, Piazzi descobriu um "objeto estelar" que se movia contra o fundo das estrelas. A princípio ele pensou que fosse uma estrela fixa, mas assim que percebeu que ela se movia, ele se convenceu de que era um planeta, ou como ele o chamou, "uma nova estrela".

Em seu diário, ele escreveu:
"A luz era um pouco fraca e da cor de Júpiter, mas semelhante a muitas outras que geralmente são consideradas da oitava magnitude. Portanto, eu não tinha dúvidas de que não fosse uma estrela fixa. Na noite do segundo, repeti minhas observações e, tendo descoberto que não correspondia nem no tempo nem na distância do zênite com a observação anterior, comecei a ter algumas dúvidas sobre sua exatidão. Depois disso, tive uma grande suspeita de que poderia ser uma nova estrela. Na noite do dia 3, minha suspeita se converteu em certeza, tendo a certeza de que não era uma estrela fixa. No entanto, antes de dar a conhecer, esperei até a noite do dia quatro, quando tive a satisfação de ver que havia se movido no mesmo ritmo dos dias anteriores."
Apesar de supor que era um planeta, ele escolheu a rota conservadora e o anunciou como um cometa. Em uma carta ao astrônomo Barnaba Oriani, de Milão, ele deixou suas suspeitas conhecidas por escrito:
"Já anunciei esta estrela como um cometa, mas como não vem acompanhada de nenhuma nebulosidade e, além disso, como seu movimento é tão lento e bastante uniforme, várias vezes me ocorreu que poderia ser algo melhor do que um cometa. Mas tive o cuidado de não apresentar essa suposição ao público."
Ele não foi capaz de observá-lo por tempo suficiente, pois logo se perdeu no brilho do Sol. Incapaz de calcular sua órbita com os métodos existentes, o matemático Carl Friedrich Gauss desenvolveu um novo método de cálculo de órbita que permitiu aos astrônomos localizá-lo novamente. Depois que sua órbita foi melhor determinada, ficou claro que a suposição de Piazzi estava correta e este objeto não era um cometa, mas sim um pequeno planeta. Coincidentemente, era quase exatamente onde a lei de Titius-Bode previa que um planeta estaria.
Piazzi a chamou de "Ceres Ferdinandea", em homenagem à deusa romana e siciliana dos grãos e ao rei Fernando IV de Nápoles e Sicília. A parte do nome Ferdinandea foi posteriormente abandonada por razões políticas. Ceres acabou por ser o primeiro e maior dos asteróides existentes no cinturão de asteróides. Ceres é hoje classificado como planeta anão.

## Homenagens
Em 1871, Constantino Corti esculpiu uma estátua de Piazzi, esta estátua encontra-se na terra natal de Piazzi, Ponte in Valtellina. Mais tarde, em 1923, 1000 Piazzia, o milésimo asteróide a ser numerado, foi batizado em sua homenagem. Em 1935, o seu nome foi dado a uma cratera lunar - Piazzi. Mais recentemente, um grande albedo, provavelmente uma cratera, fotografada pelo telescópio espacial Hubble em Ceres, foi, informalmente, batizada de Piazzi.

## Publicações

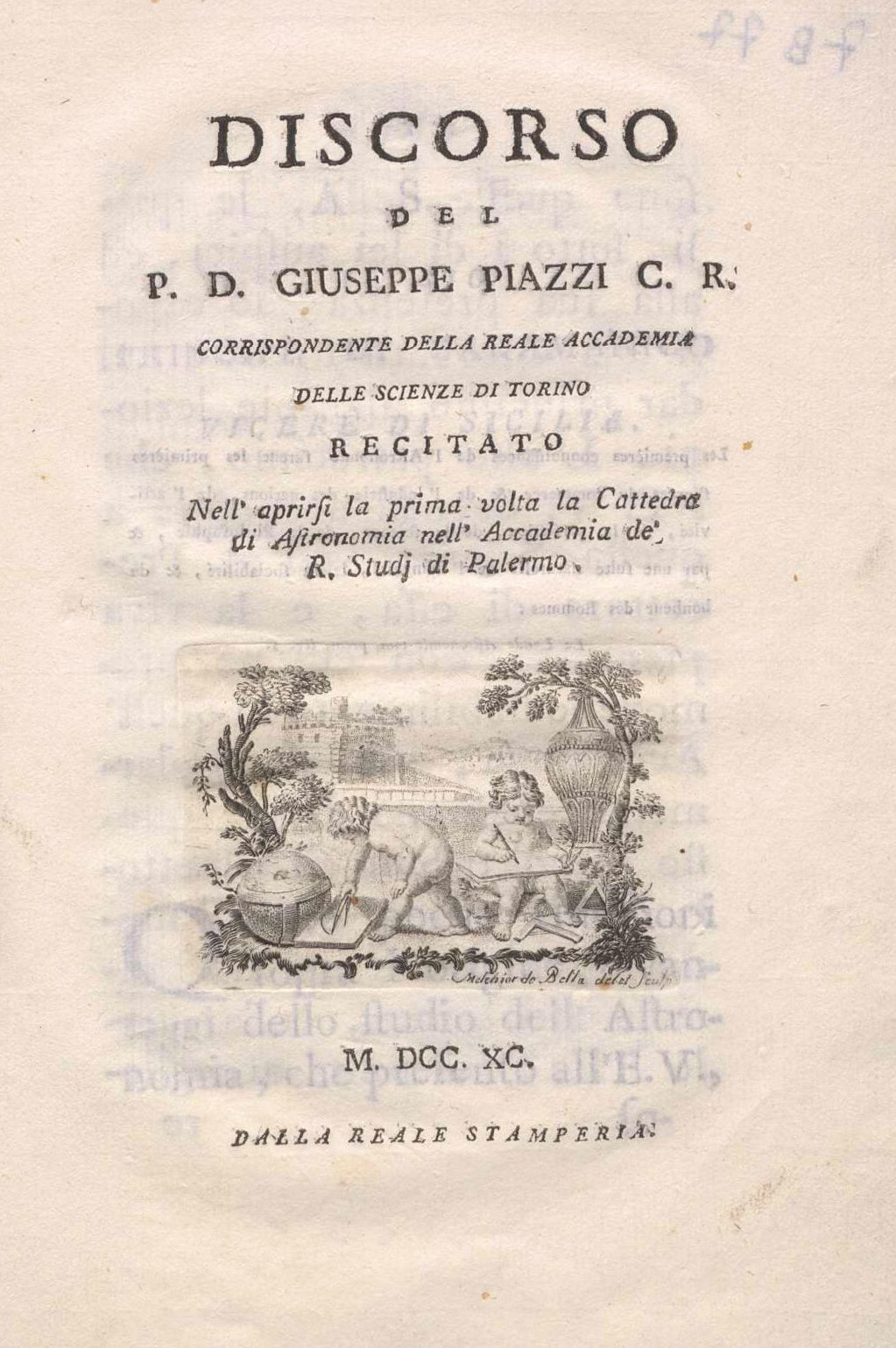
Discorso recitato nell'aprirsi la prima volta la Cattedra di astronomia nell'Accademia de' r. Studj di Palermo, 1790

- Discorso recitato nell'aprirsi la prima volta la Cattedra di astronomia nell'Accademia de' r. Studj di Palermo, Palermo, Royal Printing House, 1790.
- Della specula astronomica di Palermo libri quatro (Palermo, 1792)
- Sull'orologio Italiano e l'Europeo (Palermo, 1798)
- Risultati delle osservazioni della nuova stella scoperta il di' 1. gennajo all'Osservatorio Reale di Palermo da Giuseppe Piazzi ch. reg. direttore del medesimo presentati alla suprema generale Diputazione degli Studj, In Palermo : nella Reale Stamperia, 1801
- Della scoperta del nuovo pianeta Cerere Ferdinandea (Palermo, 1802)
- Praecipuarum stellarum inerrantium positiones mediae ineunte seculo 19. ex observationibus habitis in specula Panormitana ab anno 1792 ad annum 1802. (Palermo, 1803)
- Præcipuarum stellarum inerrantium positiones mediæ ineunte seculo XIX ex obsrvationibus habitis in specula Panormitana ab anno 1792 ad annum 1813. (Palermo, 1814)
- Codice metrico siculo (Catania, 1812)
- Lezioni di astronomia (Palermo, 1817) t. 1, t. 2
- Ragguaglio del Reale Osservatorio di Napoli eretto sulla collina di Capodimonte (Napoli, 1821).